# Dąb galasowy
Dąb galasowy (Quercus lusitanica Lam.) – gatunek roślin z rodziny bukowatych (Fagaceae Dumort.). Występuje naturalnie w południowo-zachodniej Hiszpanii, środkowej i południowej części Portugalii oraz Maroku. Rośnie także między innymi w Parku Narodowym Al-Kala w Algierii.

## Morfologia
PokrójCzęściowo zimozielone drzewo lub krzew. Dorastające do 2–10 m wysokości. Pokrój jest rozłożysty. Kora jest szorstka i łuszcząca się. Gałązki są błyszczące i mają czerwonobrązową barwę.
LiścieBlaszka liściowa jest skórzasta i ma owalnie podługowaty kształt. Mierzy 3–5 cm długości, jest całobrzega, ząbkowana przy wierzchołku (z 4–6 parami zębów zakrzywionych ku górze) i ma klinową nasadę. Górna powierzchnia jest lśniąca, początkowo z odosobnionymi wielopromiennymi i gwiaździstymi włoskami, z czasem staje się naga, natomiast od spodu ma białawą, lekko siną barwę, jest gęsto owłosione (wielopromiennymi włoski zebrane w pęczki), zwłaszcza wzdłuż żyłek. Ma 5–9 par żyłek drugorzędnych. Ogonek liściowy jest bardzo krótki.
OwoceMałe orzechy zwane żołędziami osadzone są na krótkich i owłosionych szypułkach. Usadowione są w miseczkach mierzących 10 mm średnicy, z wąskimi łuskami.

## Biologia i ekologia
Kwitnie od kwietnia do maja, natomiast owoce dojrzewają w tym samym roku. Preferuje suche podłoże. Jest wrażliwy na mróz. 

## Zmienność
Może tworzyć mieszańce z dębem algierskim (Quercus canariensis) – Q. x lagunai.